# Roldana
Roldana är ett släkte av korgblommiga växter. Roldana ingår i familjen korgblommiga växter.

## Bildgalleri

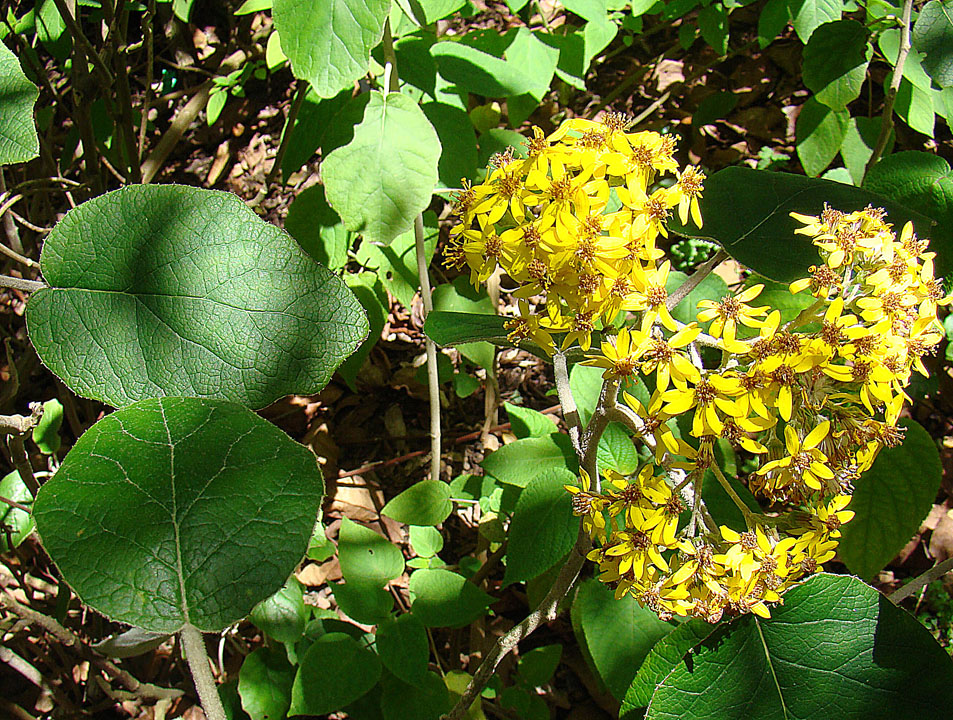
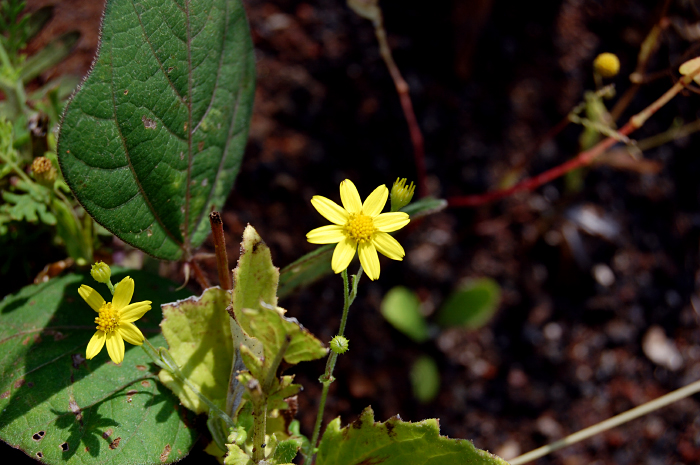
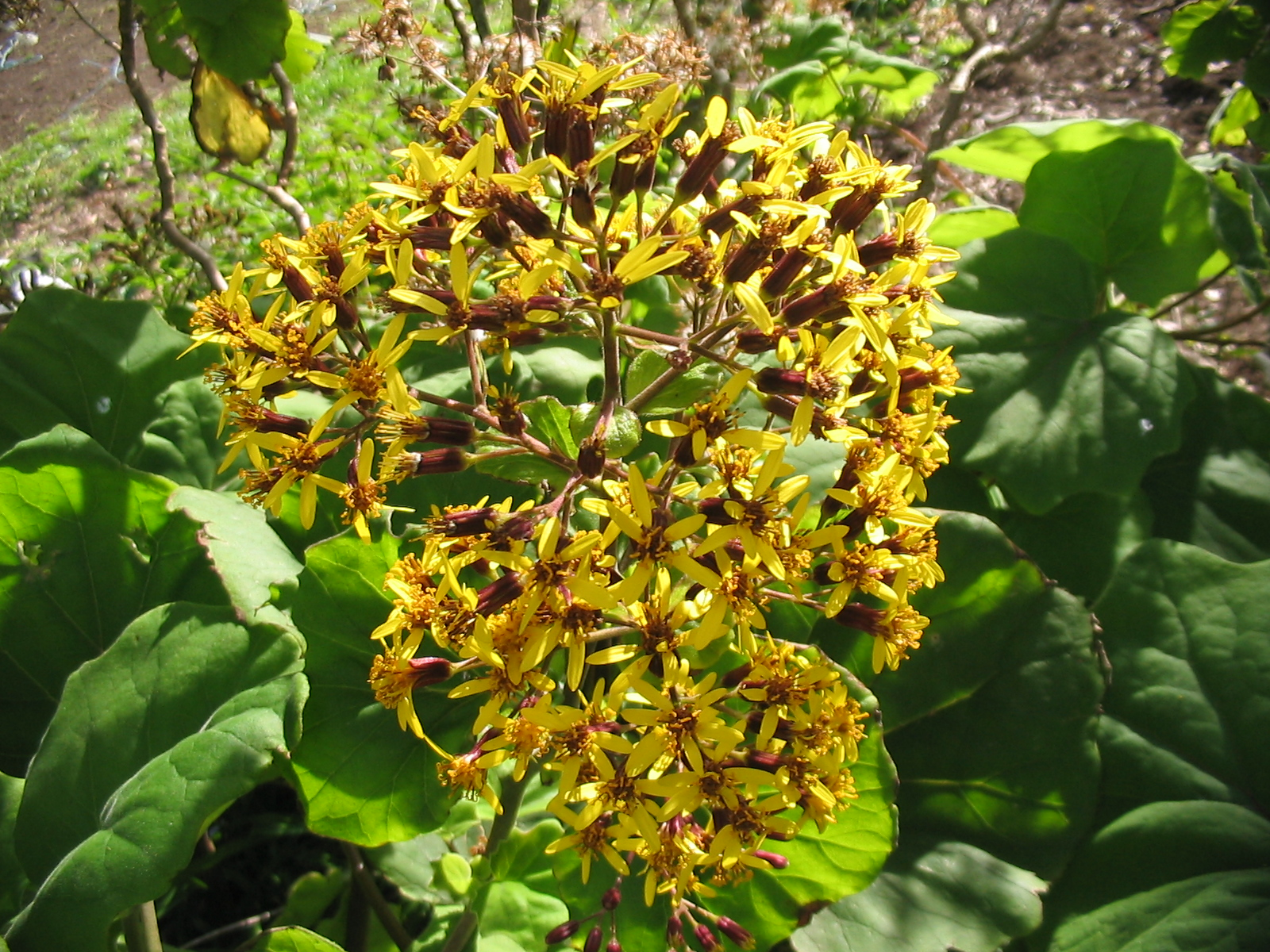
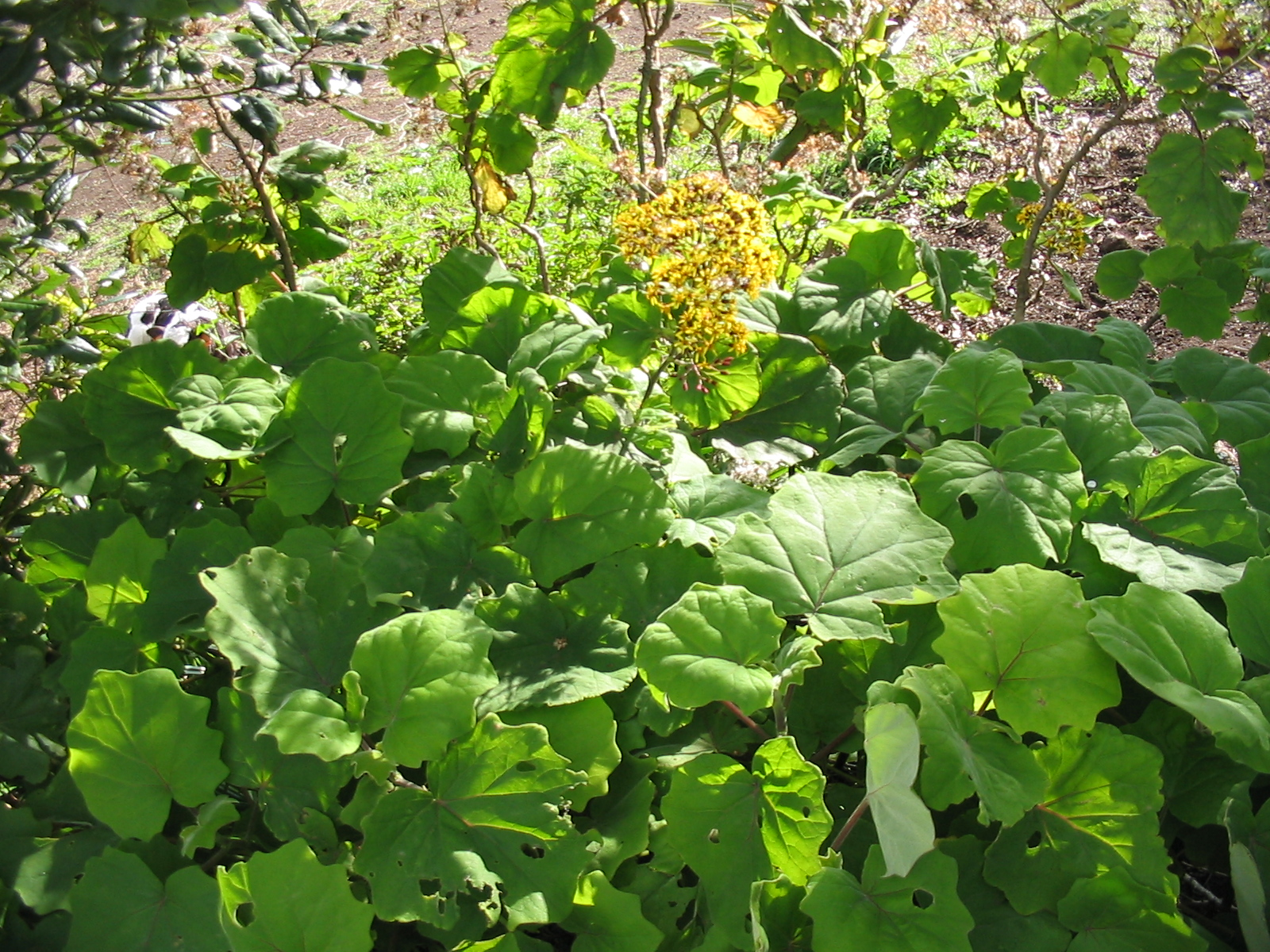
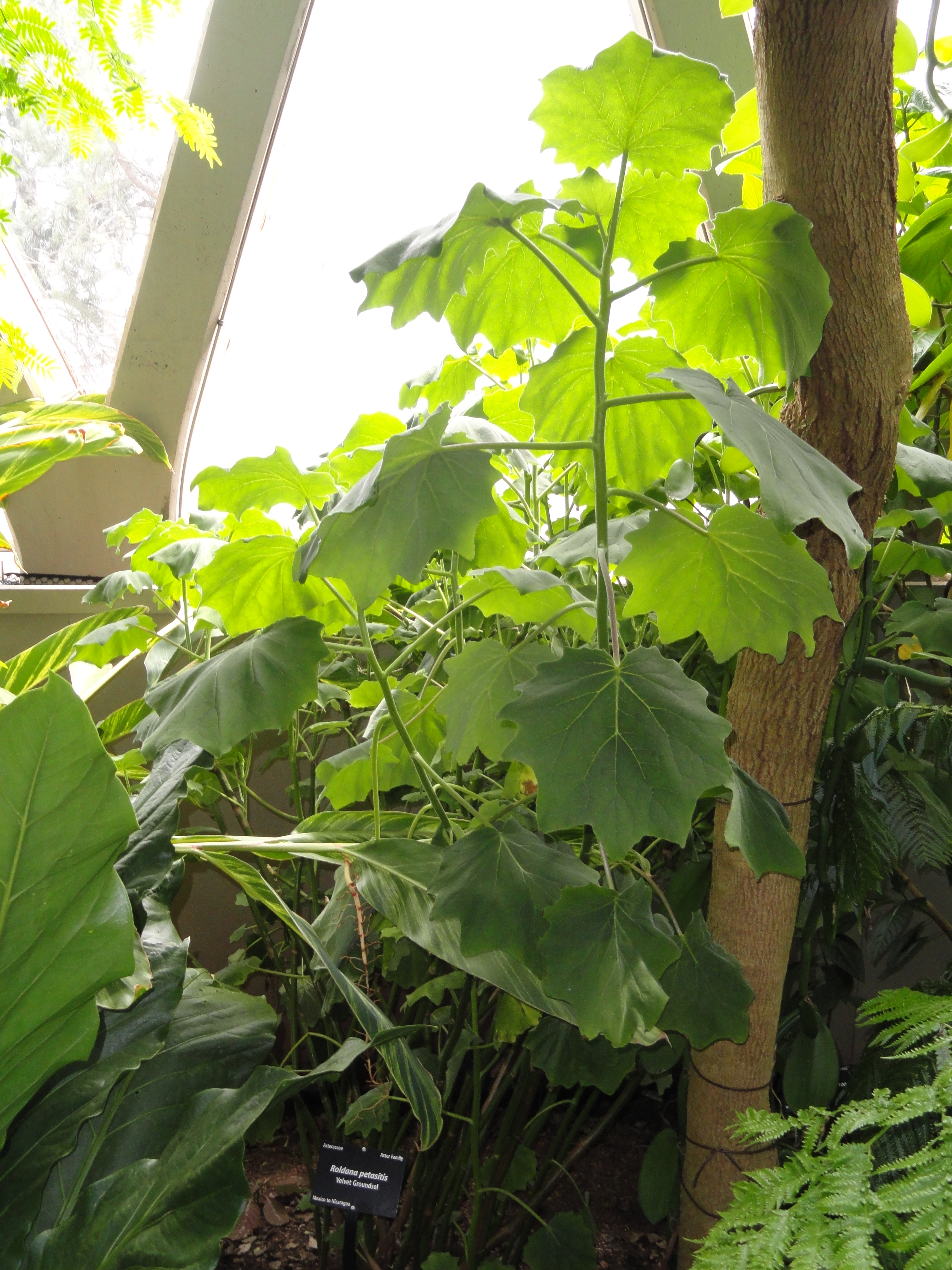
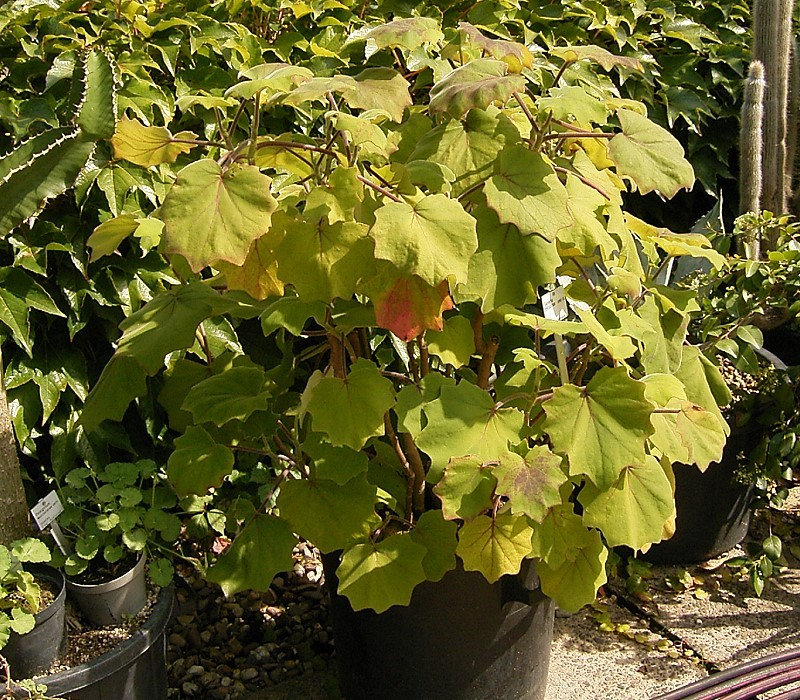

## Dottertaxa tillRoldana, i alfabetisk ordning[1]
- Roldana albonervia
- Roldana angulifolia
- Roldana anisophylla
- Roldana barba-johannis
- Roldana calzadana
- Roldana chapalensis
- Roldana chiapensis
- Roldana cordovensis
- Roldana cristobalensis
- Roldana ehrenbergiana
- Roldana eriophylla
- Roldana floresiorum
- Roldana galiciana
- Roldana gesneriifolia
- Roldana gilgii
- Roldana gonzaleziae
- Roldana grimesii
- Roldana guadalajarensis
- Roldana hartwegii
- Roldana hederifolia
- Roldana heracleifolia
- Roldana heterogama
- Roldana heteroidea
- Roldana heteroideus
- Roldana hirsuticaulis
- Roldana jurgensenii
- Roldana kerberi
- Roldana langlassei
- Roldana lanicaulis
- Roldana lobata
- Roldana manantlanensis
- Roldana marquesii
- Roldana metepecus
- Roldana mexicana
- Roldana mezquitalana
- Roldana mixtecana
- Roldana neogibsonii
- Roldana nesomiorum
- Roldana oaxacana
- Roldana pennellii
- Roldana petasitis
- Roldana pinetorum
- Roldana platanifolia
- Roldana reglensis
- Roldana reticulata
- Roldana robinsoniana
- Roldana sartorii
- Roldana scandens
- Roldana schaffneri
- Roldana sinuata
- Roldana subpeltata
- Roldana sundbergii
- Roldana tepopana
- Roldana tlacotepecana
- Roldana tonii